# Bob Seger
Robert Clark "Bob" Seger (født 6. maj 1945) er en amerikansk rock singer-songwriter og sanger.

## Diskografi
Studie albums
- Ramblin' Gamblin' Man (1969)
- Noah (1969)
- Mongrel (1970)
- Brand New Morning (1971)
- Smokin' O.P.'s (1972)
- Back in '72 (1973)
- Seven (1974)
- Beautiful Loser (1975)
- Night Moves (1976)
- Stranger in Town (1978)
- Against the Wind (1980)
- The Distance (1982)
- Like a Rock (1986)
- The Fire Inside (1991)
- It's a Mystery (1995)
- Face the Promise (2006)

Live albums
- Live Bullet (1976)
- Nine Tonight (1981)

Opsamlingsalbums
- Greatest Hits (1994)
- Greatest Hits 2 (2003)
- Early Seger Vol. 1 (2009)